# Zanchi (cognome)
Zanchi è un cognome di lingua italiana.

## Varianti
Zanca, Zancan, Zancanari, Zancanaro, Zancanella, Zancaner, Zancani, Zancano, Zanchet, Zanchetta, Zanchetti, Zanchettin, Zanchetto, Zanchini, Zanchino, Zanchirolli, Zanchirollo, Zanco, Zancola, Zancoli, Zanconato.

## Origine e diffusione
Cognome tipicamente settentrionale, è presente prevalentemente in Veneto.
Potrebbe derivare dal termine regionale zanca o cianca, "gamba", dal tedesco scancho, "tibia", ed essere quindi affine al cognome Gamba; alternativamente, potrebbe derivare dal termine zanca, "oggetto storto", o dall'emiliano zanch, "trampoli", o ancora dall'emiliano zanch e dal francese sanca, "mancina" o "mano stanca", in questi ultimi casi con affinità con il cognome Mancino.
Le varianti sono venete.

## Persone
- Girolamo Zanchi – teologo italiano
- Giovanni Battista Zanchi – ingegnere militare e scrittore italiano
- Manuela Zanchi – pallanuotista italiana